# Noreia

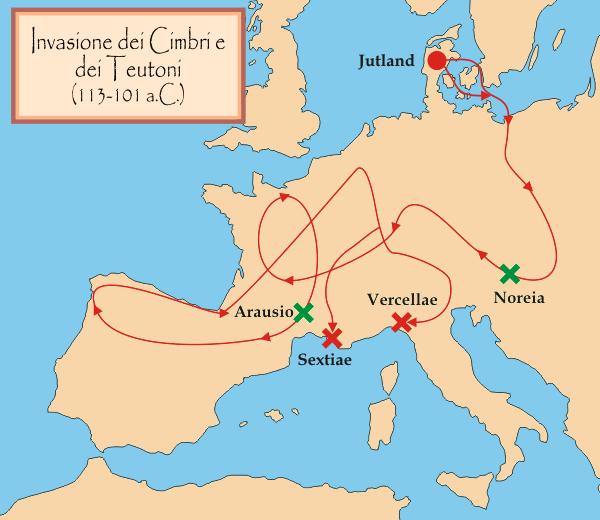
Migrazioni dei Cimbri e dei Teutoni, con l'ubicazione di Noreia

Noreia era un'antica città delle Alpi Orientali, capitale del regno del Norico. La sua ubicazione non è stata individuata precisamente. 

## Ubicazione
Per alcuni studiosi andrebbe identificata con l'insediamento romano-celtico di Magdalensberg in Carinzia, Austria. Un'altra teoria indica l'antica Noreia nell'attuale città di Gorizia-Salcano, agglomerato urbano posto a cavallo del confine tra Italia e Slovenia. Altre ubicazioni proposte sono Zollfeld in Carinzia, o l'area di Liebenfels nella valle del fiume Glan, o l'area attorno al lago Klopein in Carinzia, in cui sono state trovate molte sepolture di principi celtici. È anche possibile che esistesse più di un sito con lo stesso nome. Sembra infatti che ce ne siano due nella Tabula Peutingeriana del IV secolo: una più antica e una più recente, trovata nell'odierna regione della Stiria (Klagenfurt o, più probabilmente Neumarkt). Nelle vicinanze della città nel 113 a.C. Cimbri e Teutoni sconfissero l'esercito romano nella battaglia di Noreia. Non si sa neppure se il luogo della battaglia e quello della capitale del Norico siano la stessa città.